# Ordinary People
Pour les articles homonymes, voir Des gens comme les autres pour le film de Robert Redford.
Pour plus de détails, voir Fiche technique et Distribution.
Ordinary People (Обични људи, Obični ljudi) est un film serbo-franco-suisse, réalisé par Vladimir Perišić, sorti en 2009.

## Synopsis
Tôt le matin. Un bus avec sept soldats roule vers une destination inconnue. Parmi les passagers se trouve Dzoni, un jeune homme de vingt ans. Il est nouveau dans cette brigade qu'il a du mal à intégrer. Le bus arrive devant une ferme abandonnée entourée d'un champ. Dzoni, inquiet par le mystère de leur mission, essaie de savoir ce qu'on attend d'eux. Pas de réponse. L'attente commence, dans un champ brûlé par le soleil.
Un bus s'approche, transportant des hommes blottis les uns contre les autres. Le commandant de l'unité explique à ses recrues que ces prisonniers sont les ennemis. Le groupe des sept soldats désœuvrés qui meublaient tant bien que mal l'angoisse de l'attente, pressentent qu'ils vont bientôt passer à l'action...

## Fiche technique
Sauf indication contraire, les informations mentionnées dans cette section peuvent être confirmées par les bases de données cinématographiques IMDb et Allociné,  présentes dans la section « Liens externes ».
- Titre : Ordinary People
- Titre original : Обични људи (Obični ljudi)
- Réalisation : Vladimir Perišić
- Scénario : Vladimir Perišić et Alice Winocour
- Décors : Diana Radosavljevic
- Costumes : Irena Marjanov
- Photographie : Simon Beaufils
- Son : Frédéric Heinrich
- Montage : Martial Salomon
- Production : Anthony Doncque, Milena Poylo et Gilles Sacuto
  - Coproduction : Pierre-Alain Meier, Nadezda Perišić et Vladimir Perišić
  - Production déléguée : Miroslav Mogorovich
- Société de production : TS Productions (France)
  - en coproduction avec : Arte France Cinéma (France), Trilema (Serbie), Prince Film et TSR (Suisse)
- Société de distribution : Pyramide Distribution : Xenix (Suisse)[1]
- Pays de production :  France,  Serbie,  Suisse et  Pays-Bas
- Format : couleur - Format 35 mm
- Genre : drame
- Durée : 80 minutes
- Dates de sortie :
  - France : 15 mai 2009 (Festival de Cannes) ; 26 août 2009 (sortie nationale)

## Distribution
Sauf indication contraire, les informations mentionnées dans cette section peuvent être confirmées par les bases de données cinématographiques IMDb et Allociné,  présentes dans la section « Liens externes ».
- Relja Popovic : Dzoni, la jeune recrue (20 ans)
- Boris Isakovic : Kouki, le chef aux lunettes noires
- Miroslav Stevanovic : Ivan, le plus proche de Dzoni
- Miroslav Isakovic : Micha

## Accueil critique
- Les Inrockuptibles : « un film de guerre démantelant le programme attendu du genre. (...) Vladimir Perisic (...) choisit l'abstraction, ne pas nommer pour donner une résonance universelle à son premier film », Léo Soesanto[2].
- Dvdrama : « Aussi atmosphérique et intense que saisissant », Jean-Baptiste Guegan[2].

## Distinctions

### Sélections
- Festival de Cannes 2009 : sélection officielle à la Semaine de la critique, en compétition pour la Caméra d'Or